# Мата Хари
Мата Хари (на нидерландски: Mata Hari) е сценичното име на Маргарета Гертруда Зеле (Margaretha Gertruida Zelle) – нидерландска стриптизьорка, куртизанка и една от най-известните шпионки от Първата световна война. Използвала е също имената Marguerite Campbell и Lady Gretha MacLeod.

## Биография

### Ранни години
Още от ранно детство Маргарета се отличава от останалите деца с тъмната си коса и тъмните си очи (повечето нидерландци край нея са светлокоси и синеоки), с високия си ръст и артистичния си талант. Несполуките на семейството започват, когато Маргарета е 13-годишна. Баща ѝ Адам банкрутира, вследствие на което семейството се премества в малка къща в беден район и той заминава да търси работа в Амстердам, като оставя майката Анти да се грижи сама за 4 деца. Това се оказва непосилна за нея задача, тя се разболява и умира, когато Маргарета Гертруда Зеле е на 15 години. За кратко време след смъртта на майка си е принудена да живее с дядо си.
На 18 години се омъжва по обява във вестник за 38-годишния офицер Рудолф Маклеод (Rudolf MacLeod). Имат 2 деца – момче и момиче. Момчето, Норман Джон, родено на 30 януари 1897 г., умира на 27 юни 1899 г. вследствие от отравяне. И 2-те деца са натровени (остава неясно от кого, има съмнение за гувернантка), но момичето оживява и успява да се възстанови. Маргарета Зеле за дълго изпада в тъга и депресия. След развода с Рудолф през 1903 г. дъщеря ѝ Жан Луиз, родена на 2 май 1898 г., остава да живее с баща си.
Маргарета се омъжва повторно за Теодор Уотсън (Theodore Wattson) и има дъщеря Флора, която умира от непозната болест. И вторият брак завършва с развод.

### Раждането на Мата Хари
През 1905 година Маргарет дебютира на сцената в Париж под псевдонима Мата Хари. На индонезийски и малайски език това означава „слънце“ (буквално „Окото на деня“). Така се ражда легендата Мата Хари, която издига стриптийза до ранга на изкуство и завладява публиката с необикновения си стил и екзотичност. Има гастроли в Монако, Испания, Германия и други европейски страни. По това време също така има връзка с много високопоставени и влиятелни военни и политически личности и получава множество скъпи подаръци от тях. Кариерата ѝ на танцьорка трае от 1905 до 1912 г.

### Двоен агент
Начинът на вербуването на Мата Хари остава загадка. Някои историци, в това число Ерика Островски, считат, че Мата Хари завършва германска разузнавателна школа в Антверпен, Белгия, но няма исторически документи, които да го потвърдят. Други историци считат, че вината на Мата Хари е силно преувеличена и че Франция, губейки войната, се нуждае от изкупителна жертва.
Тъй като Нидерландия остава неутрална по време на войната, Мата Хари като нидерландка може свободно да се придвижва между Франция и Нидерландия и пътят ѝ минава през Испания и Великобритания. Вероятно Мата Хари се е занимавала с шпионска дейност много преди войната. Следят я известно време и за да потвърдят опасенията си, французите я изпращат на мисия в Мадрид, като по време на престоя ѝ прихващат военно съобщение от германското посолство в Мадрид до Берлин, в което се говори за френски агент H-21. На 13 февруари 1917 г. в Париж френското контраразузнаване прави претърсване в хотелската ѝ стая и, макар да не намира убедителни доказателства, я арестува и обвинява, че работи за германците.
Присъдата е смърт чрез разстрел. През цялото време Мата Хари поддържа тезата, че е невинна и че е изпълнявала единствено заповедите на френското контраразузнаване. Разстреляна е в ранната утрин на 15 октомври 1917 година.

### Изчезване на останките
Тъй като никой от нейните роднини не идва да прибере тялото ѝ, то е оставено за медицински изследвания, като главата е балсамирана и пазена в Музея по анатомия в Париж. През 2000 г. обаче откриват, че главата липсва и че е възможно да е изчезнала още през 1954 г., когато музеят се мести на ново място. Има документи от 1918 г., които сочат, че музеят е получил и нейните останки, но те също не могат да бъдат открити.

## Легендата
Известна с изключителната си енергия, издръжливост, екзотичност, безстрашие и трагична гибел, Мата Хари се превръща в легенда със световна известност и името ѝ става символ на интриги, чувственост и шпионаж.